# Nijland
Nijland est un village de la commune néerlandaise de Súdwest Fryslân, dans la province de la Frise. Son nom en frison est Nijlân.

## Géographie
Le village est situé dans l'ouest de la Frise, à égale distance (4 km) des villes de Sneek à l'est et de Bolsward à l'ouest.

## Histoire
Nijland fait partie de la commune de Wymbritseradiel jusqu'au 1er janvier 2011, où celle-ci est supprimée et fusionnée avec Bolsward, Nijefurd, Sneek et Wûnseradiel pour former la nouvelle commune de Súdwest-Fryslân.

## Démographie
Le 1er janvier 2017, le village comptait 1 000 habitants.